# Bataille de Tanga
Première Guerre mondiale
Batailles
Front africain
- Laï (8-1914)
- Sandfontein (9-1914)
- Tanga (11-1914)
- Naulila (12-1914)
- Jassin (1-1915)
- Gibeon (4-1915)
- Bukoba (6-1915)
- Mongua (8-1915)
- Salaita (2-1916)
- Beringia (5-1916)
- Negomano (11-1917)

Front d'Europe de l'Ouest
Front italien
Front d'Europe de l'Est
Front des Balkans
Front du Moyen-Orient
Bataille de l'Atlantique
La bataille de Tanga, aussi appelée bataille des abeilles, est une tentative ratée de la part de l'armée britannique des Indes d'envahir l'Afrique orientale allemande (composée des actuels Tanzanie, Burundi et Rwanda) en novembre 1914, au cours de la Première Guerre mondiale. Ce fut le premier épisode majeur de ce conflit sur le continent africain.

## Contexte

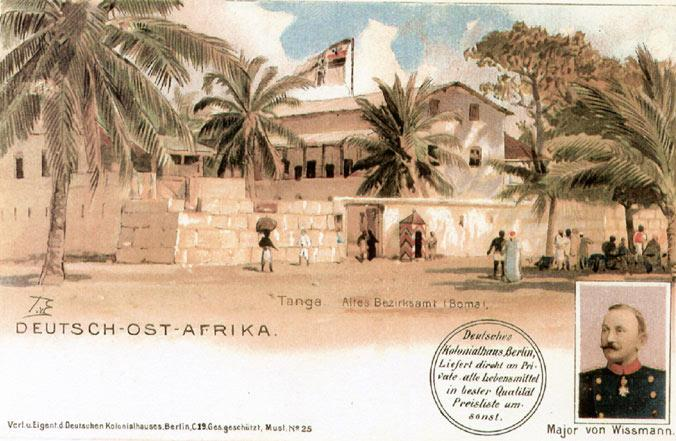
Tanga en 1914.

Depuis le début de la Première Guerre mondiale, le Royaume-Uni et l'Empire allemand s'affrontent militairement en Europe mais aussi sur d'autres continents et notamment en Afrique. En effet, un des enjeux militaires de l'affrontement par colonies interposées est pour les Alliés de priver l'Allemagne de ses bases en Afrique et en Océanie.
Tanga est une ville côtière située à l'époque en Afrique orientale allemande (dorénavant en Tanzanie), à 80 kilomètres au sud de la frontière avec l'Afrique orientale britannique (devenue depuis le Kenya actuel). Ce port actif était d'une grande importance stratégique en tant que point de départ du chemin de fer d'Usambara qui assurait la liaison à l'intérieur des terres jusqu'au pied du Kilimandjaro.

## Combats
Le plan britannique initial prévoyait le bombardement du port par la Royal Navy, mais fut abandonné après la conclusion d'un accord de non-agression en faveur de la protection de la population de Tanga, résultat bénéfique de la diplomatie de la canonnière en général moins pacifique.
Cela n'empêcha pas les forces britanniques de violer ce pacte en lançant une attaque amphibie contre la ville. Dès le départ, cette opération s'annonça comme un désastre. L'arrivée du croiseur britannique HMS Fox (en) plusieurs jours avant l'attaque avertit les défenseurs de la rupture prochaine de l'accord initial. Ce délai permit aux militaires allemands de la Schutztruppe et à la population civile, aux ordres du colonel von Lettow-Vorbeck, de se préparer à l'assaut ennemi en renforçant la garnison (bornée originellement à une simple compagnie) avec des soldats provenant  de toute la colonie. Ces renforts portèrent le nombre des défenseurs à un millier d'hommes. 
Ayant eu vent de ce nouveau rapport de force et supposant à tort que le port était miné, le général britannique Arthur Aitken (en) décida de lancer le 3 novembre 1914 un débarquement amphibie à trois miles (environ cinq kilomètres) au sud de la ville. La reconnaissance du secteur ayant été mal effectuée, le débarquement fut un désastre et seule la chance évita aux forces britanniques, composées de 8 000 réservistes indiens mal entraînés, d'être balayées.
Le jour suivant, Aitken ordonna à ses troupes de marcher sur Tanga sans avoir, à nouveau, reconnu son itinéraire au préalable. Elles tombèrent rapidement dans une embuscade tendue par la garnison allemande qui interrompit leur avance. Durant l'après-midi, le combat prit la tournure d'accrochages dans la jungle, fréquemment interrompus par l'irruption d'essaims d'abeilles en furie, qui expliquent le surnom donné à la bataille. Bien que le rapport de force ait été à un contre huit en défaveur des Allemands, le colonel von Lettow lança une contre-attaque qui submergea rapidement les positions britanniques et contraignit les soldats indiens à rembarquer.
Dans leur retraite précipitée, les vaincus abandonnèrent sur le terrain des fusils, des mitrailleuses et plus de 600 000 munitions qui tombèrent aux mains des Allemands.

## Bilan
Von Lettow rencontra Aitken sous la sauvegarde du drapeau blanc après la fin des combats et tous deux échangèrent, entre gentilshommes, leurs impressions en dégustant une bouteille de brandy. Le vainqueur ordonna par ailleurs aux médecins allemands de prendre soin des blessés ennemis.
Récompensé par une promotion au grade de général pour ses succès militaires, von Lettow combattit en Afrique contre les Britanniques et les Belges (de la Force publique du Congo belge) jusqu'à la fin de la guerre. Rentré en Allemagne à l'issue de celle-ci, il y fut accueilli en héros.

### Sources
- (en) Cet article est partiellement ou en totalité issu de l’article de Wikipédia en anglais intitulé « Battle of Tanga » (voir la liste des auteurs).